# Lithacodia albannularis
Lithacodia albannularis là một loài bướm đêm trong họ Noctuidae.